# 熊本県道332号小天下硯川線
熊本県道332号小天下硯川線（くまもとけんどう332ごう おあましもすずりかわせん）は、熊本県玉名市から熊本市北区に至る一般県道である。

## 概要
熊本市西区河内町東門寺で一部未開通区間がある。

### 路線データ
- 起点：熊本県玉名市天水町小天（熊本県道1号熊本玉名線交点）
- 終点：熊本県熊本市北区下硯川町（熊本県道303号四方寄熊本線交点）

## 路線状況

### 重複区間
- 熊本県道101号植木河内港線（熊本市西区河内町野出 - 河内町東門寺）

## 地理

### 通過する自治体
- 玉名市
- 玉名郡玉東町
- 熊本市（西区 - 北区）

### 交差する道路
| 交差する道路                           | 市町村名 | 市町村名 | 交差する場所 | 交差する場所         |
| -------------------------------------- | -------- | -------- | ------------ | -------------------- |
| 熊本県道1号熊本玉名線                  | 玉名市   | 玉名市   | 天水町小天   | 起点                 |
| 熊本県道101号植木河内港線 重複区間起点 | 熊本市   | 西区     | 河内町野出   |                      |
| 熊本県道101号植木河内港線 重複区間終点 | 熊本市   | 西区     | 河内町東門寺 |                      |
| 未供用区間                             |          |          |              |                      |
| 熊本県道31号熊本田原坂線               | 熊本市   | 北区     | 下硯川町     | フードパル入口交差点 |
| 熊本県道303号四方寄熊本線              | 熊本市   | 北区     | 下硯川町     | 終点                 |

- 熊本県道330号熊本山鹿自転車道線

### 交差する鉄道
- 九州新幹線
- 鹿児島本線

### 沿線
- 玉名市立小天東小学校
- 西区役所河内総合出張所芳野分室
- JR九州鹿児島本線 西里駅
- フードパル熊本
- 熊本保健科学大学